# Un uomo in prestito
Un uomo in prestito  (The Truth About Cats & Dogs) è un film del 1996 diretto da Michael Lehmann e interpretato da Janeane Garofalo, Uma Thurman e Ben Chaplin.
È uscito negli USA il 26 aprile 1996, mentre in Italia l'8 maggio 1997. Gli incassi sono stati di circa 35 milioni di dollari nel mercato nordamericano.

## Trama
Abby Barnes, piccola e dai capelli scuri, è una veterinaria e conduce un programma radiofonico sull'argomento. Un giorno riceve la chiamata di Brian, un fotografo, per un consiglio; dopo però lui le chiede il suo aspetto e lei mente descrivendosi con le caratteristiche della sua vicina di casa Noelle, che invece è alta e bionda e cerca di farsi strada nella moda e nella pubblicità. Quando lui le chiede di incontrarla, lei accetta ma proprio nel momento in cui Brian sta arrivando alla radio per vedere Abby arriva anche Noelle ed Abby la convince a fingersi Abby mentre Abby finge di chiamarsi Donna.
Con ciò, Noelle passa del tempo con Brian e lo convince di come la sua voce alla radio è diversa da quella reale. Brian rimane attratto da Noelle ma prova qualcosa in più per Abby. Così una sera, nel tentativo di conoscersi meglio, Brian e Abby passano sette ore al telefono senza che Brian abbia capito che lei non è la vera Abby.
A questo punto, le due donne decidono di dire la verità a Brian facendo in modo che Noelle si presenti a casa sua mentre Abby è in diretta alla radio, ma quando Noelle arriva, lei è estasiata dalle tante cose gentili che dice sulla sua personalità e intelligenza (anche se lui in realtà sta parlando di Abby). Non riesce a dirgli la verità, provocando una rottura tra le donne e Noelle parte per un impegno di lavoro.
Due settimane dopo Noelle ritorna e chiede a Brian di incontrarsi nell'appartamento di Abby. Lì però trova Abby che le dice che Noelle è in bagno e così lui le dichiara il suo amore attraverso la porta ma non ottiene risposta. Proprio in quel momento arriva Noelle nell'appartamento e Brian nota dei volantini per un evento di beneficenza a cui partecipa Abby; riconoscendo la foto, Brian scopre la verità sulle due donne e se ne va deluso.
Tuttavia, Abby capisce di essere veramente innamorata di Brian e lo raggiunge in un bar per scusarsi e raccontargli la verità; lui però ancora sprezzante, fugge ma poi la rincontra e, capendo di amarla, le dichiara il suo amore e si baciano e si fidanzano.

## Riconoscimenti
- 1997 - MTV Movie Award
  - Nomination Miglior performance comica a Janeane Garofalo
- 1997 - American Comedy Awards
  - Nomination Attrice più divertente a Janeane Garofalo